# Kilian Weybeck
Kilian Weybeck, mit Taufnamen Andreas Weybeck  (* nach 1450 in Arnstorf; † 16. September 1534 in Niederaltaich) war ein Benediktiner und von 1503 bis 1534 Abt der Abtei Niederaltaich.
Kilian Weybeck hatte 1484 in Niederaltaich die Profess abgelegt  und wurde zunächst Pfarrer von Spitz in der Wachau, bevor er 1503 zum Abt von Niederaltaich gewählt wurde. Der unmittelbar nach seinem Amtsantritt unternommene Versuch, die Abtei der Melker Klosterreform anzuschließen, führte im Konvent zunächst zu erheblichen Widerständen, die erst durch entschiedenes Eingreifen des Passauer Bischofs Wiguleus Fröschl von Marzoll gelöst wurden.
Im Landshuter Erbfolgekrieg 1504/1505 stand Weybeck auf Seiten Herzog Albrechts IV. von Bayern-München, während sein Kontrahent, Pfalzgraf Ruprecht, ihn durch Gewaltanwendung zum Seitenwechsel zu bewegen suchte und dabei die Klosterbesitzungen stark verwüstete. Während dieser Auseinandersetzungen war Abt Kilian für drei Jahre nach Vilshofen geflüchtet, um sich erst durch die Intervention des Passauer Bischofs und Kaiser Maximilians zur Rückkehr nach Niederaltaich bewegen zu lassen.
Papst Hadrian VI. ernannte Weybeck, der der beginnenden Reformation kritisch gegenüberstand, 1522 zum Reformator der bayrischen Klöster. Für die religiöse Bedeutung Niederaltaichs in dieser Zeit spricht, dass 1527 der Konventuale Christoph Zandt als Abt von Kloster Asbach berufen wurde.

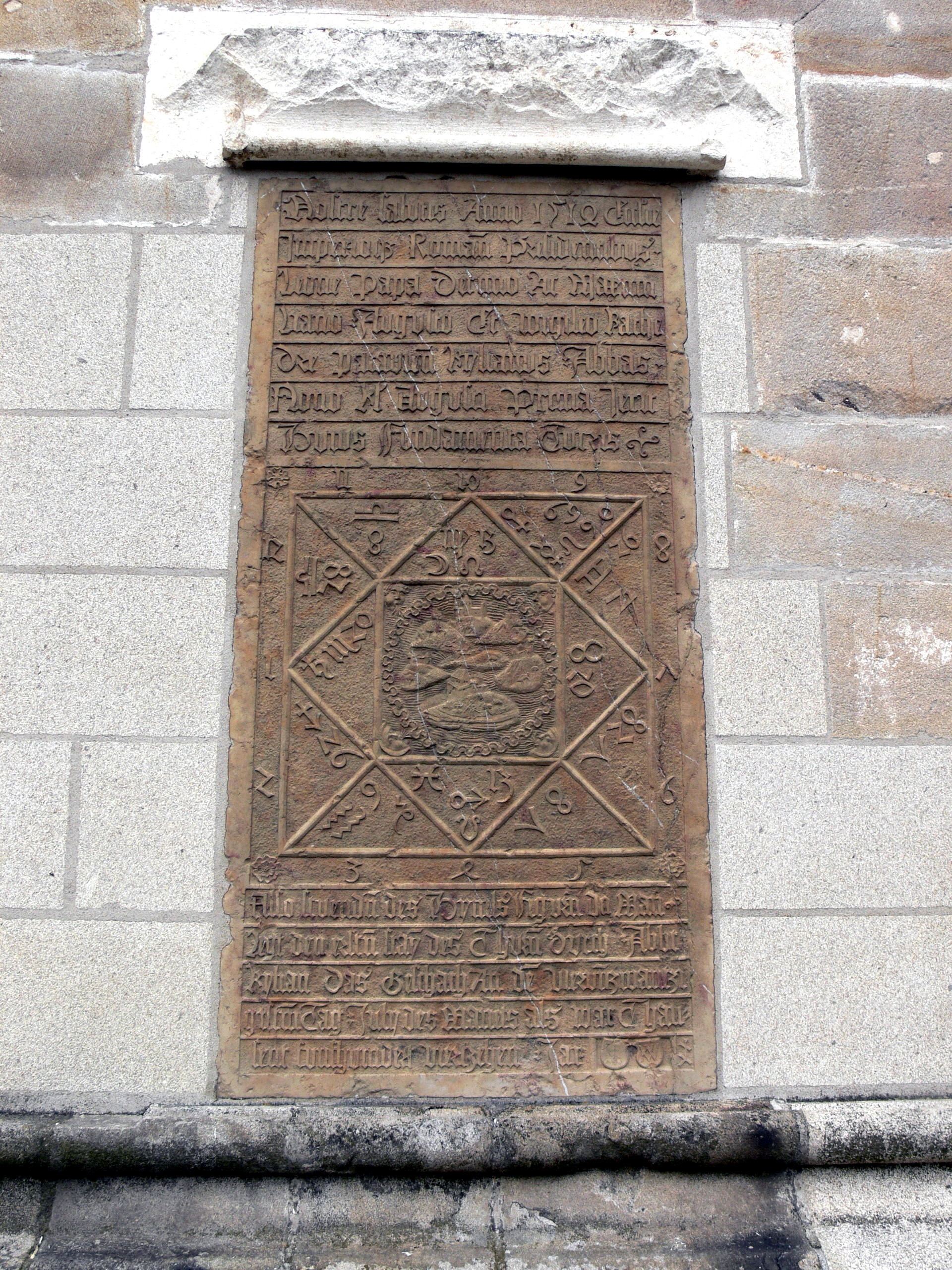
Grundsteinlegungsinschrift der Westfassade von 1514

Der durch Brandstiftung herbeigeführte Brand der Klosterbauten im Jahre 1500 veranlasste deren nachfolgende Erneuerung durch Abt Weybeck. 1504 erfolgte der Neubau der Hofmarkmühle. 1510 ließ Weybeck das Dach der Abteikirche Niederaltaich mit Ziegeln decken und im Kirchenschiff eine reichbemalte Holzdecke einziehen. Nachdem 1505 während eines Hochamts einer der beiden Fassadentürme eingestürzt war, begann er 1514 mit der Errichtung der neuen Zweiturmfassade, von deren Grundsteinlegung die Bauinschrift mit astrologischer Datierung kündet. Anschließend erfolgte der Neubau der 1522 geweihten (1804 abgebrochenen) Pfarrkirche St. Magdalena. In zahlreichen zu Niederaltaich gehörenden Kirchorten, so in Schwarzach, entstanden spätgotische Kirchenneubauten.
„Der baufreudige Abt Kilian I. war ohne Zweifel eine der bedeutendsten Persönlichkeiten in der langen Geschichte Niederaltaichs. Kennzeichnend für seinen Charakter scheint die unverdrossene Zähigkeit zu sein. Die zahlreichen inneren und äußeren Schwierigkeiten, die in seiner langen Amtszeit nicht fehlten, konnten ihn nicht entmutigen.“